# Sylvère Lotringer
Sylvère Lotringer (Parigi, 15 ottobre 1938 – Ensenada, 8 novembre 2021) è stato un critico letterario francese.
Fu docente alla Columbia University.

## Biografia
Nato a Parigi da genitori polacchi di origine ebraica in fuga dal nazismo, contemporaneo di Gilles Deleuze, Félix Guattari, Jean Baudrillard, Paul Virilio e Michel Foucault, da lui tutti frequentati, Sylvère Lotringer divenne conosciuto soprattutto per aver sintetizzato il pensiero francese con la letteratura americana e i movimenti culturali e architettonici dell'avanguardia attraverso il suo lavoro con Semiotext(e); e per le sue interpretazioni del pensiero francese nel contesto del XXI secolo. Interprete delle teorie di Baudrillard, Lotringer creò il concetto di «extrapolazionismo» («extrapolationist») in quanto strumento per descrivere le iperboliche ma precise visioni-mondo condivise da Baudrillard e Paul Virilio.
È morto nel 2021 dopo una lunga malattia.

## Opere principali
In inglese
- The Accident of Art, 2005 (con Paul Virilio)
- French Theory in America, 2001 (con Sande Cohen)
- Pure War, 1997 (con Paul Virilio)

In francese
- À Satiété, 2006
- Oublier Artaud, 2005 (con Jean Baudrillard)
- Fous d'Artaud, 2003

In italiano
- Pazzi di Artaud, Medusa edizioni, Milano 2007